# Harald Snater
Harald Snater (* 3. März 1956 in Ostfriesland) ist ein ehemaliger deutscher Fußballspieler.

## Werdegang
Snater spielte bei den Amateuren des SV Werder Bremen. Im August 1976 stand er für Werder im DFB-Pokalspiel gegen den 1. FC Nürnberg auf dem Platz, man verlor 0:3. 1979 wechselte der Stürmer vom TSV Grolland kommend zur Mannschaft des 1. SC Göttingen 05 und stieg mit den Niedersachsen 1980 in die 2. Fußball-Bundesliga auf. Im entscheidenden Aufstiegsspiel gegen den BFC Preussen Berlin war er der Torschütze des 1:1-Ausgleichtreffers. In der Saison 1980/81 erzielte Snater für Göttingen 20 Tore in 39 Zweitliga-Einsätzen. 1981/82 war er mit der Mannschaft wieder in der Oberliga Nord vertreten. Er spielte bis 1983 in Göttingen.
Snater wurde beruflich als Fahrzeughändler tätig, 1980 wurde er Inhaber und Geschäftsführer eines Autohauses in Göttingen.